# Acanthopachylus aculeatus
Acanthopachylus aculeatus es una especie de arácnido  del orden Opiliones de la familia Gonyleptidae.

## Distribución geográfica
Se encuentra en Uruguay y Brasil. 